# Skandinávský kříž

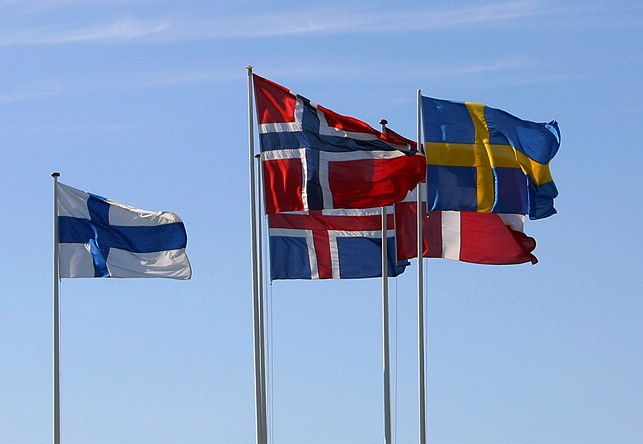
Vlajky severských států

Skandinávský kříž je symbol, který mají vlajky všech severských zemí. Původně pochází z dánské vlajky, nejstarší vlajky světa, nazývané Dannebrog, ale převzaly ji i všechny další severské země. Norská vlajka byla první, na která byly použity tři barvy.

## Původ vlajky
Velmi populární je legenda, která vypráví, že červený pruh látky, na kterém byl bílý kříž, se snesl z nebe při bitvě u Tallinnu v Estonsku 15. června 1219, což dodalo odvahu dánským bojovníkům a vyhráli. Tato legenda pochází pravděpodobně ze 16. století. 
Další teorie o vzniku vlajky říkají, že šlo o dar papeže, který vyslal vojska k boji proti estonským pohanům, přičemž kříž na vlajce symbolizoval křesťanství.
Některé teorie se domnívají, že jde o Maltézský kříž. Zřejmě však jde o znamení statečného míru.

## Typy vlajek

Dvoubarevná
Tříbarevná
Dvoubarevná s vlaštovčím ocasem
Tříbarevná s vlaštovčím ocasem

## Vlajky
V článcích o vlajkách severských států a regionů jsou uvedeny i další vlajky – odvozené (námořní, válečné, královské aj) nebo historické se skandinávským křížem.

### Severské státy

Dánská vlajka
Finská vlajka
Islandská vlajka
Norská vlajka
Švédská vlajka

### Autonomní regiony

Alandská vlajka (finské souostroví)
Faerská vlajka (dánské souostroví)

### Regiony a města

Dánsko
Vlajka Bornholmu (dánský ostrov)
Vlajka Vendsysselu (tradiční dánský region, neoficiální)

Estonsko
Vlajka Koigi (estonská obec)
Vlajka Pärnu (estonské město)

Lotyšsko
Vlajka Alūksne (lotyšské město)
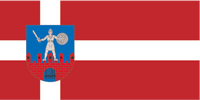
Vlajka Cēsisu (lotyšské město)
Vlajka Ventspilsu (lotyšské město)

Spojené království – Anglie
Vlajka West Riding of Yorkshire

Spojené království – Skotsko
Orknejská vlajka (skotské souostroví)
Vlajka Shetland (skotské souostroví)
Vlajka Caithness (skotské hrabství)
Vlajka Barry (skotský ostrov, neoficiální)
Vlajka South Uist (skotský ostrov, neoficiální)

Švédsko
Vlajka Gotlandu (švédský ostrov, neoficiální)
Vlajka Ölandu (švédský ostrov, neoficiální)
Vlajka Ölandu (švédský ostrov, neoficiální)

### Historické vlajky

Unie
Vlajka Kalmarské unie (personální unie Dánska, Norska a Švédska v letech 1397–1448/1523)
Vlajka Spojeného baltského vévodství (1918–1919)

Švédsko
Vlajka Hälsinglandu (zaniklá švédská provincie)
Vlajka Härjedalenu (zaniklá švédská provincie)
Vlajka Skåne (zaniklá švédská provincie)
Vlajka Smålandu (zaniklá švédská provincie)
Vlajka Västergötlandu (zaniklá švédská provincie)
Vlajka Norrlandu (historické švédské území)
Vlajka Östergötlandu (zaniklá švédská provincie)

Skotsko
Orknejská vlajka (do roku 2007, skotské souostroví)

Další
Vlajka Karélie, (historické území rozdělené mezi Rusko a Finsko)
Řecká královská vlajka (1863–1913)

### Etnické vlajky

Vlajka švédsky mluvících Finů, neoficiální
Vlajka finsky mluvících Švédů, neoficiální
Ižorové, Ingrijská vlajka
Setukové
Vepsové

### Návrhy vlajek

Rusko
Návrh Komijské vlajky (~2015) Poměr stran: 2:3

Estonsko
Návrh estonské vlajky (1919)
Návrh estonské vlajky (2001)
Návrh estonské vlajky (2001)

Grónsko
Návrh grónské vlajky (1973)
Návrh grónské vlajky (1984)
Návrh grónské vlajky (1991)
Návrh grónské vlajky vycházející z dánské vlajky

Island
Návrh islandske vlajky (1914)

Německo
Návrh německé vlajky (1919)
Návrh německé vlajky (1944)
Návrh německé vlajky (1948)

- Rusko
- Návrh Komijské vlajky (~2015)
Poměr stran: 2:3

### Organizace

Nordisk Flaggsälllskap (Společnost pro severské vlajky)
Partido Independentista Puertorriqueño (portorická strana)
Gruzínská pravoslavná církev

### Mimo Skandinávii

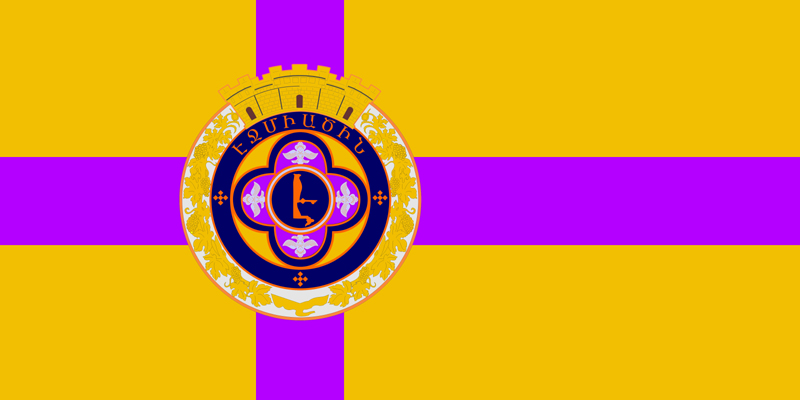
Vlajka Vagharšapatu (arménské město)
Vlajka Calais (francouzské město)
Vlajka Tbilisi (gruzínské město)
Vlajka Puly (chorvatské město)
Vlajka Mizóramu (indický svazový stát, neoficiální)
Vlajka Andalucíe (kolumbijské město)
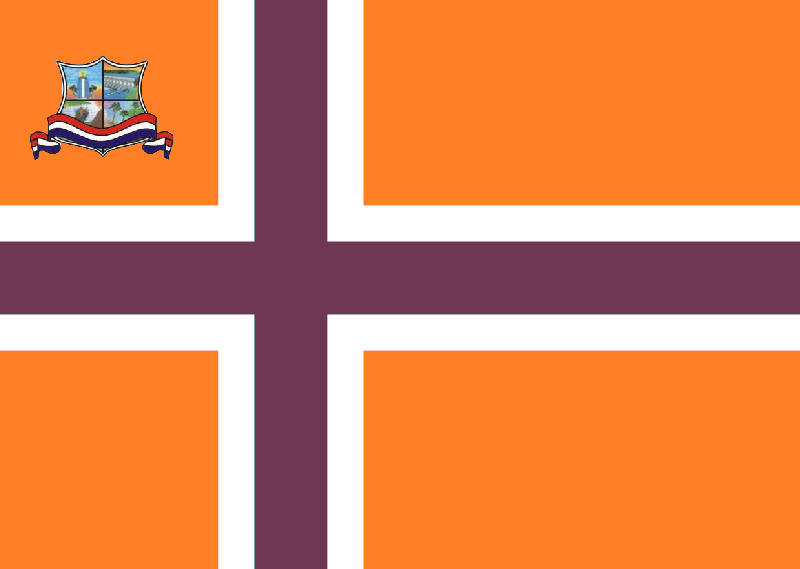
Vlajka Hernandariasu (paraguayský distrikt)
Vlajka Bayamónu (portorické město)
Vlajka Stavropolského kraje (subjekt Ruské federace)
Tonžská válečná vlajka
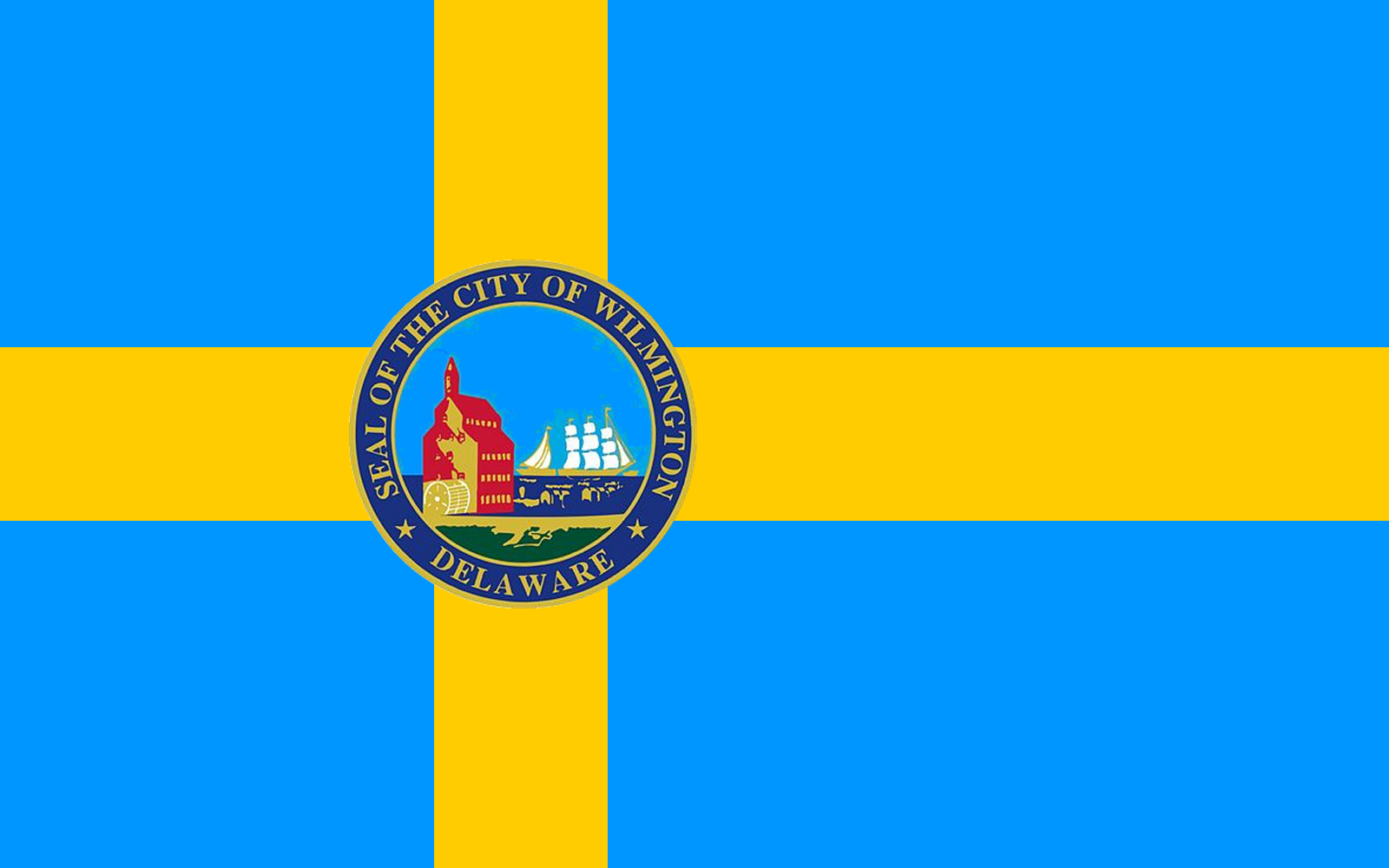
Vlajka Wilmingtonu (město v Delawaru, USA)
Vlajka Volyňské oblasti (ukrajinský správní celek)

## Znaky
Skandinávský kříž se může vyskytovat i na státním znaku. Např. při přenesení obrazu vlajky na znak.

Státní znak Islandu
Znak Islandského království (1919–1944)
Znak islandského prezidenta